# Episodi di Stadtklinik (seconda stagione)
La seconda stagione della serie televisiva Stadtklinik è stata trasmessa in anteprima in Germania dalla RTL tra il 7 marzo 1994 e il 14 luglio 1994.
| nº | Titolo originale       | Titolo italiano | Prima TV Germania | Prima TV Italia |
| -- | ---------------------- | --------------- | ----------------- | --------------- |
| 1  | Die Erinnerung         | inedito         | 7 marzo 1994      | inedito         |
| 2  | Der falsche Mann       | inedito         | 14 marzo 1994     | inedito         |
| 3  | Die Beschuldigung      | inedito         | 21 marzo 1994     | inedito         |
| 4  | Die Anzeige            | inedito         | 28 marzo 1994     | inedito         |
| 5  | Die Hochzeit           | inedito         | 14 aprile 1994    | inedito         |
| 6  | Die Lüge               | inedito         | 21 aprile 1994    | inedito         |
| 7  | Der Verlust            | inedito         | 28 aprile 1994    | inedito         |
| 8  | Der Verrat             | inedito         | 5 maggio 1994     | inedito         |
| 9  | Die zerrüttete Familie | inedito         | 19 maggio 1994    | inedito         |
| 10 | Lösung                 | inedito         | 26 maggio 1994    | inedito         |
| 11 | Der Täter              | inedito         | 9 giugno 1994     | inedito         |
| 12 | Der Perfektionist      | inedito         | 16 giugno 1994    | inedito         |
| 13 | Treue                  | inedito         | 23 giugno 1994    | inedito         |
| 14 | Die Falle              | inedito         | 30 giugno 1994    | inedito         |
| 15 | Der letzte Versuch     | inedito         | 7 luglio 1994     | inedito         |
| 16 | Die Pflegemutter       | inedito         | 14 luglio 1994    | inedito         |